# همه ما باید به مدرسه برویم
همه ما باید به مدرسه برویم (چکی: My všichni školou povinní) یک مجموعه تلویزیونی چکی است که در سال ۱۹۸۴ منتشر شد. ماجراهای این سریال در محیط یک مدرسه ابتدایی رخ می‌دهد و سرگذشت دانش آموزان و معلمان در آن دنبال می‌شود. 
این مجموعه تلویزیونی در سال ۱۳۶۷ به صورت خلاصه‌شده و در قالب یک فیلم تلویزیونی به نام خانهٔ جدید از تلویزیون ایران پخش شد.

## بازیگران
- ورونیکا ژیلکووا
- ییرژی سوواک
- لیبوشه هاولکووا
- ویرا گالانیکووا
- ییژینا شیورتسووا
- ولادیمیر منشیک
- دانا مجیتسکا
- دانیلا کولاژووا
- ولاستا ژهرووا
- سیمونا استاشووا
- میخائیلا کودلاچکووا
- ییرژی بارتوشکا
- یانا پرایسووا
- یاروسلاوا اوبرمائیرووا
- ییژینا بوهدالووا
- ولادیمیر برابتس
- میریام کانتورکووا
- یانا بریخووا
- بلانکا بوهدانووا
- پتر کوستکا
- اوا هودچکووا
- یارسلاو موچکا
- استلا زازورکووا
- بلاژنا هولیشووا
- ییرژی برودر
- میلا میسلیکووا